# دنیل بریلوفسکی
دنیل بریلوفسکی (عبری: אלברטו דניאל בריילובסקי‎؛ زادهٔ ۱۸ نوامبر ۱۹۵۸) بازیکن فوتبال اهل آرژانتین است.
از باشگاه‌هایی که در آن بازی کرده‌است می‌توان به باشگاه فوتبال مکابی حیفا، باشگاه اتلتیکو ایندپندینته، باشگاه فوتبال آمریکا، و باشگاه فوتبال پنیارول اشاره کرد.
وی همچنین در تیم‌های ملی فوتبال اروگوئه، آرژانتین، و اسرائیل بازی کرده‌است.